# Marie Camargo
Marie Anne de Cupis de Camargo, nota anche come La Camargo (Bruxelles, 15 aprile 1710 – Parigi, 20 aprile 1770), è stata una danzatrice francese, fu una delle più conosciute danzatrici nell'Europa di fine Settecento.

## Biografia
Il padre, Ferdinand Joseph de Cupis, si guadagnava appena da vivere come violinista e maestro di ballo, e la educò fin da piccola perché calcasse le scene dei teatri. All'età di 10 anni ricevette lezioni da Françoise Prévost (1680-1741), allora prima ballerina dell'Opéra, e ben presto ottenne scritture come première danseuse, prima a Bruxelles e poi a Rouen.
Il suo debutto con il Balletto dell'Opéra di Parigi risale al 5 maggio 1726, in Les Caracteres de la Danse, in cui si esibì, prima fra le donne, in un entrechat quatre (salto nel quale si intrecciano velocemente le gambe due volte in aria prima di atterrare), che immediatamente la innalzò a regina delle scene. Fu innovatrice nei costumi in quanto per prima tolse il tacco alle scarpe e accorciò sopra la caviglia le gonne per poter ottenere una maggiore libertà di movimento, scelte che la promossero come ideatrice di nuove mode. Alla corte del re si cominciò a seguirne le scelte, le sue acconciature erano di rigore, il suo calzolaio fece fortuna.
Nella prima metà del XVIII secolo la ricerca nella danza iniziava a rompere i cliché della danza a terra, intraprendendo la lenta strada verso la sconfitta della forza di gravità. Lo stile di Luigi XIV e il tradizionale ballet de cour, cresciuti in contemporanea, erano fatti di movimenti maestosi e sfruttavano al massimo la grazia delle figure disposte su una superficie orizzontale; ma la tecnica evolveva in una continua ricerca di nuovi movimenti. Uno dei primi ballerini che diedero la sensazione dell'elevazione fu Jean Balon (e ancora oggi la capacità di dare la sensazione di rimanere sospesi in aria tipica dei ballerini è detta, appunto, "balon").
La Camargo divenne il simbolo di questa rivoluzione. Oggi è difficile comprendere l'eccitazione di chi assisteva a questi primi esperimenti, abituati come siamo al virtuosismo assoluto. Di fatto la Camargo non aveva una grande elevazione nei suoi movimenti, e la sua agilità non era molto vivace. Giacomo Casanova, che ebbe la fortuna di vederla danzare, descrisse una danseuse che eseguiva molti salti, ma senza una particolare elevazione. Si trattava di un inizio, nonostante tutto: il concetto di danse terre à terre veniva superato da quello di danse haute. La ballerina divenne, di fatto, il simbolo di questa nuova danza e venne spesso associata ai balletti dell'erede di Jean Baptiste Lully, Jean Philippe Rameau, che le dedicò anche un movimento (La Cupis) dal V dei suoi Pièces de clavecin en concerts del 1741. La danzatrice affascinò il proprio pubblico grazie anche al proprio temperarmento scenico e al proprio magnetismo; di lei Voltaire disse che danzava come un uomo: l'aggressività della sua tecnica brillante, se confrontata a quella di altre ballerine, costituiva una svolta nella storia del balletto. Di fatto fu la prima a strappare agli uomini il monopolio della danza.